# Бок (лунный кратер)
Кратер Бок (лат. Bok) — ударный кратер в южном полушарии обратной стороны Луны. Название дано в честь американского астронома голландского происхождения Барта Яна Бока (1906—1983) и его жены, американского астронома Присциллы Бок (1896—1975); утверждено Международным астрономическим союзом в 1979 г. Образование кратера относится к эратосфенскому периоду. 

## Описание кратера

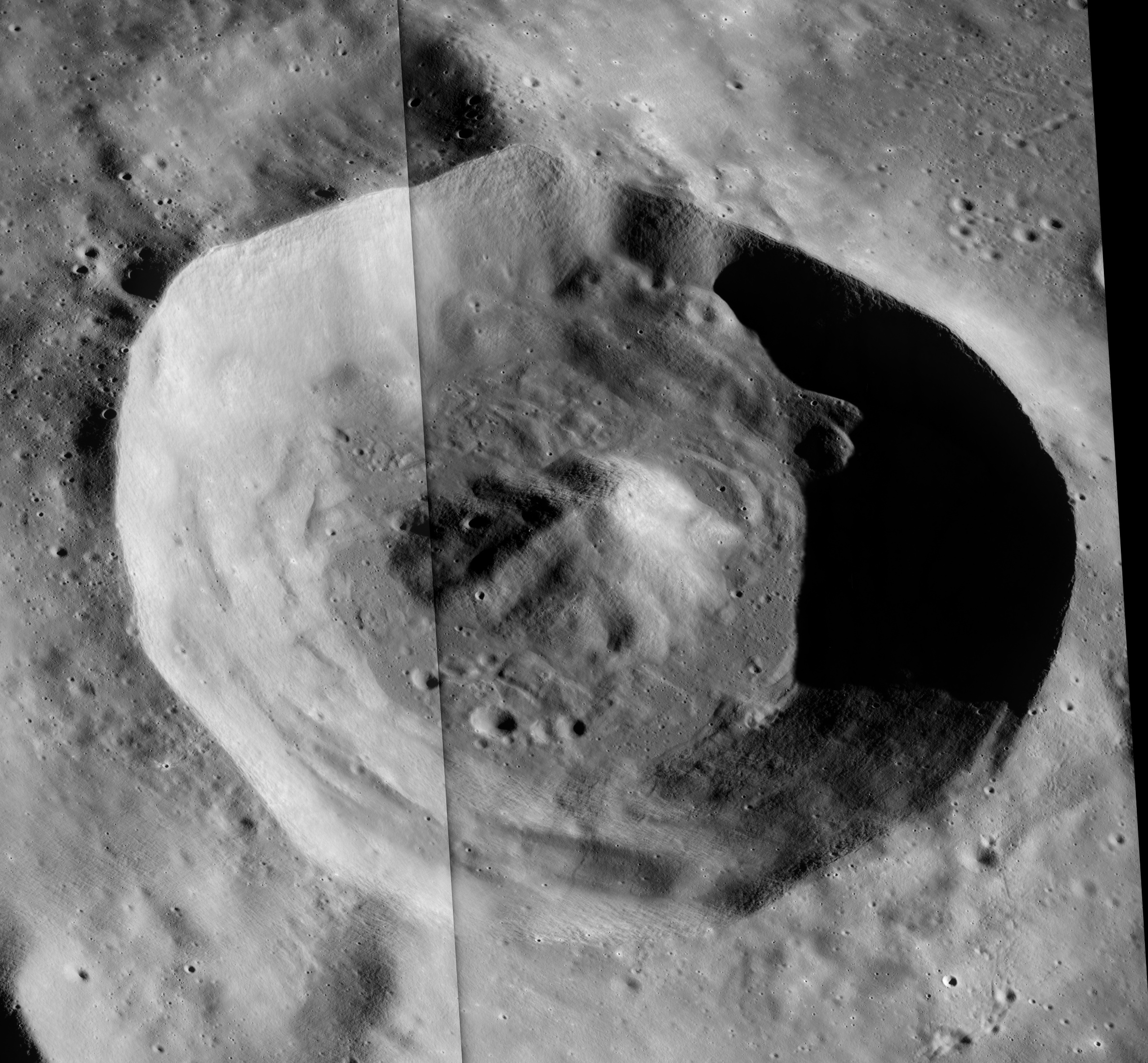
Снимок кратера с борта Аполлона-17.

Ближайшими соседями кратера являются кратер Де Фриз на западе; кратер Мак-Келлар на севере и кратер Снядецкий на юго-востоке. Селенографические координаты центра кратера 20°16′ ю. ш. 171°35′ з. д. / 20,26° ю. ш. 171,58° з. д., диаметр 43,0 км, глубина 2,27 км.
Кратер имеет полигональную форму, острую кромку вала, и практически не пострадал от разрушения. В северо-восточной части кратера находится небольшой выступ. Высота вала над окружающей местностью составляет 1080 м. Дно чаши кратера ровное, с центральным пиком возвышение которого 1080 м.

## Сателлитные кратеры

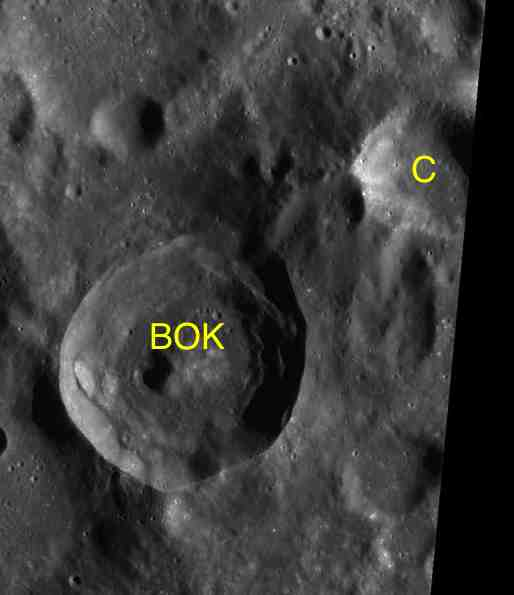
Фрагмент карты LAC-104.

| Бок | Координаты                                              | Диаметр, км |
| --- | ------------------------------------------------------- | ----------- |
| С   | 19°04′ ю. ш. 170°15′ в. д. / 19,07° ю. ш. 170,25° в. д. | 23,5        |